# ハカタユリ
ハカタユリ（Lilium brownii var. viridulum）は、ユリ科ユリ属の植物であるタンシユリの変種。原種のタンシユリの葉は披針形であるのに対して、ハカタユリの葉は長楕円形から卵形である。

## 名称
ハカタユリは中国語では単に百合と名付けられ、球根の多数の鱗片を指している。
韓国では唐百合（朝:당나리）と呼ばれ、中国から導入されたことを示している。
日本には16世紀後半におそらく朝鮮半島から伝わったとされ、博多港を経由したことからハカタユリと名付けられた。しかし、中国人の男性が博多の日本人女性に贈られたという別の説もある。

## 栽培と用途
ハカタユリの球根は、中国では約2000年前から食用や薬として利用されてきた。
その栽培が始まったのは遅くとも1000年前までに行われ 、その後は花の美しさや香りを称賛する多くの詩が書かれたことから、当時は鑑賞植物としても広く栽培されていたことが分かる。12世紀の有名な詩人である陸游は特にこのユリが好きで、窓の前にいくつか植えていたほどだった。
龍牙百合と呼ばれる品種は、球根が大きく品質が良いことから特に有名であり、中国ではオニユリ（巻丹）、シセンユリ（蘭州百合）と共に料理や薬用として最も重要な中国三大食用百合の一つである。台湾では、オニユリ、イトハユリ、ニワシロユリなど他の近縁種と同様に、花も球根も食用とされている。